# Lazna
Lazna je zaselek v Mestni občini Nova Gorica.
Lazna je razložen zaselek, ki leži na nadmorski višini okoli 950 mnm pod 1053 m visokim Travnim vrhom v Trnovskem gozdu. 

## Narodnoosvobodilna borba
Na Lazni je bila 15. julija 1944 3. pokrajinska konferenca Komunistične partije Slovenije za Slovensko primorje, na kateri so obravnavali razvoj ljudske oblasti, zlasti volitve v narodnoosvobodilne odbore, ki so 1944 zajele vso pokrajino. Tu so 15 septembra 1944 izvolili pokrajinski narodnoosvobodilni svet za Slovensko primorje, ki je kot vrhovni organ ljudske oblasti v tej pokrajini deloval do februarja 1947.